# پدرینیو
پدرو فیلیپه باربوسا موریرا که به پدرینیو (انگلیسی: Pedrinho؛ زادهٔ ۲۰ دسامبر ۱۹۹۲) مشهور است، بازیکن فوتبال اهل پرتغال است.

## افتخارات
- باشگاه فوتبال فرئامونده
  - قهرمانی ملی بزرگسالان: ۲۰۱۳–۲۰۱۴
- پاسوژ د فریرا
  - لیگا پرتغال ۲: ۲۰۱۸–۲۰۱۹
- ریگا
  - قهرمان لیگ برتر لتونی: ۲۰۲۰[۲]